# Учжоу
Учжо́у (кит. упр. 梧州, пиньинь Wúzhōu; чжуанск. Ngouzcouh) — городской округ в Гуанси-Чжуанском автономном районе КНР.

## География
Расположен в восточной части Гуанси, у границы с провинцией Гуандун, в месте слияния рек Гуйцзян и Сюньцзян, где они образуют реку Сицзян.
Климатическая зона расположения Учжоу смешанная тропическая-субтропическая. Северный тропик (тропик Рака) проходит прямо и делит городской округ пополам. Среднегодовая температура 21,1 °C, осадки — 1500 мм. Количество солнечных часов в году — 1915.

## История
Ещё во времена империи Хань в 111 году до н. э. в этих местах был создан Цанъуский округ (苍梧郡). Власти округа размещались в уезде Гуансинь (广信县). Во времена империи Суй уезд Гуансинь был в 583 году переименован в Цанъу (苍梧县)
Во времена империи Тан в 621 году была создана Учжоуская область (梧州), власти которой разместились в уезде Цаньу. После монгольского завоевания и образования империи Юань Учжоуская область была в 1277 году преобразована в Учжоуский регион (梧州路). После свержения власти монголов и образования империи Мин «регионы» были переименованы в «управы» — так в 1368 году появилась Учжоуская управа (梧州府), власти которой также разместились в уезде Цанъу.
Во времена империи Мин уезд Цанъу был с 1470 года местом пребывания Лянгуанского наместника. В 1644 году Лянгуанский наместник переехал в Гуанчжоу, но после маньчжурского завоевания власти Цинской империи в 1665 году вновь перенесли ставку Лянгуанского наместника в Цанъу, и она оставалась здесь до 1746 года.
После Синьхайской революции в Китае была проведена реформа структуры административного деления, в ходе которой управы были упразднены, поэтому в 1912 году Учжоуская управа была расформирована.
В 1927 году урбанизированная часть уезда Цанъу была выделена в отдельный город Учжоу, получивший статус города провинциального подчинения, однако в 1932 году город был упразднён.
После вхождения этих мест в состав КНР в конце 1949 года был образован Специальный район Учжоу (梧州专区) провинции Гуанси, состоящий из города Учжоу (вновь выделенного из уезда Цанъу) и 6 уездов. В 1950 году город Учжоу был выведен из состава специального района, став городом провинциального подчинения. В 1951 году Специальный район Учжоу и Специальный район Юйлинь (郁林专区) были объединены, образовав  Специальный район Жунсянь (容县专区).
В 1958 году провинция Гуанси была преобразована в Гуанси-Чжуанский автономный район. Был вновь создан Специальный район Учжоу, в состав которого вошли город Учжоу, 3 уезда из расформированного Специального района Жунсянь, и 4 уезда из расформированного Специального района Пинлэ (平乐专区).
В 1961 году город Учжоу опять был поднят в статусе, выйдя из состава специального района и перейдя в непосредственное подчинение властям автономного района.
В 1971 году Специальный район Учжоу был переименован в Округ Учжоу (梧州地区).
Постановлением Госсовета КНР от 8 августа 1983 года уезд Цанъу был выведен из состава округа Учжоу и передан под юрисдикцию властей города Учжоу.
В сентябре 1995 года уезд Цэньси был преобразован в городской уезд
Постановлением Госсовета КНР от 27 февраля 1997 года из округа Учжоу был выделен Округ Хэчжоу (贺州地区), а оставшиеся административные единицы были объединены с городом Учжоу в городской округ Учжоу.
Постановлением Госсовета КНР от 2 января 2003 года был расформирован Учжоуский Пригородный район (梧州市郊区); на бывших его землях и части земель уезда Цанъу был создан район Чанчжоу.
В 2013 году были расформированы районы Дешань (蝶山区) и Ваньсю, на землях бывшего района Дешань и части земель бывшего района Ваньсю (без одного посёлка) был образован новый район, получивший старое название «Ваньсю». Один из посёлков бывшего района Ваньсю перешёл в состав уезда Цанъу, однако при этом другие четыре посёлка уезда Цанъу были выделены в отдельный район городского подчинения Лунсюй.

## Административное деление
Городской округ Учжоу делится на 7 единиц уездного уровня: 3 района, 1 городской уезд, 3 уезда.
| Карта                                              | Статус         | Название | Иероглифы | Пиньинь       | Население (2010) | Площадь (км²) |
| -------------------------------------------------- | -------------- | -------- | --------- | ------------- | ---------------- | ------------- |
| Ваньсю Чанчжоу Лунсюй Цанъу Тэнсянь Мэншань Цэньси | Район          | Ваньсю   | 万秀区    | Wànxiù qū     |                  |               |
| Ваньсю Чанчжоу Лунсюй Цанъу Тэнсянь Мэншань Цэньси | Район          | Чанчжоу  | 长洲区    | Chángzhōu qū  |                  |               |
| Ваньсю Чанчжоу Лунсюй Цанъу Тэнсянь Мэншань Цэньси | Район          | Лунсюй   | 龙圩区    | Lóngxū qū     |                  |               |
| Ваньсю Чанчжоу Лунсюй Цанъу Тэнсянь Мэншань Цэньси | Городской уезд | Цэньси   | 岑溪市    | Cénxī shì     |                  |               |
| Ваньсю Чанчжоу Лунсюй Цанъу Тэнсянь Мэншань Цэньси | Уезд           | Цанъу    | 苍梧县    | Cāngwú xiàn   |                  |               |
| Ваньсю Чанчжоу Лунсюй Цанъу Тэнсянь Мэншань Цэньси | Уезд           | Тэнсянь  | 藤县      | Téng xiàn     |                  |               |
| Ваньсю Чанчжоу Лунсюй Цанъу Тэнсянь Мэншань Цэньси | Уезд           | Мэншань  | 蒙山县    | Méngshān xiàn |                  |               |

## Население
Основная этническая группа — ханьцы (включая ханьские субэтносы кантонцев и хакка), также в округе проживают чжуаны, яо и другие. Учжоу традиционно принадлежит к кантонской культурной и лингвистической области, таким образом большинство населения говорит на местном говоре кантонского языка, хотя благодаря центральному радио и телевидению многие понимают и путунхуа (севернокитайский).

## Экономика
Учжоу является крупнейшим в мире центром производства искусственных драгоценных камней, ежегодно здесь обрабатывают более 100 миллиардов синтетических кристаллов (около 70 % мирового рынка искусственных самоцветов).

## Транспорт
Речным контейнерным портом управляет компания Sinotrans.

## Культура
В Учжоу регулярно проводятся гонки на драконьих лодках, особенно во время Дуаньу.
Другими культурными символами города являются аркады «цилоу», чёрный чай «любао» и танец льва из уезда Тэнсянь.

## Достопримечательности
- Старый район Цилоучэн[6]